# Mingei
Khái niệm mingei (民芸) (Hán Việt: Dân Nghệ) mô tả các đồ thủ công hay tác phẩm nghệ thuật dân gian được phát triển từ giữa những năm 1920 tại Nhật Bản bởi triết gia, nhà mỹ học Yanagi Sōetsu (1889–1961), cùng với một nhóm thợ thủ công, bao gồm thợ gốm Hamada Shōji (1894–1978) và Kawai Kanjirō (1890–1966). Đó là một nỗ lực có ý thức để phân biệt đồ thủ công thông thường và đồ dùng chức năng (đồ gốm, đồ sơn mài, hàng dệt, v.v.) với các loại hình nghệ thuật "cao cấp"

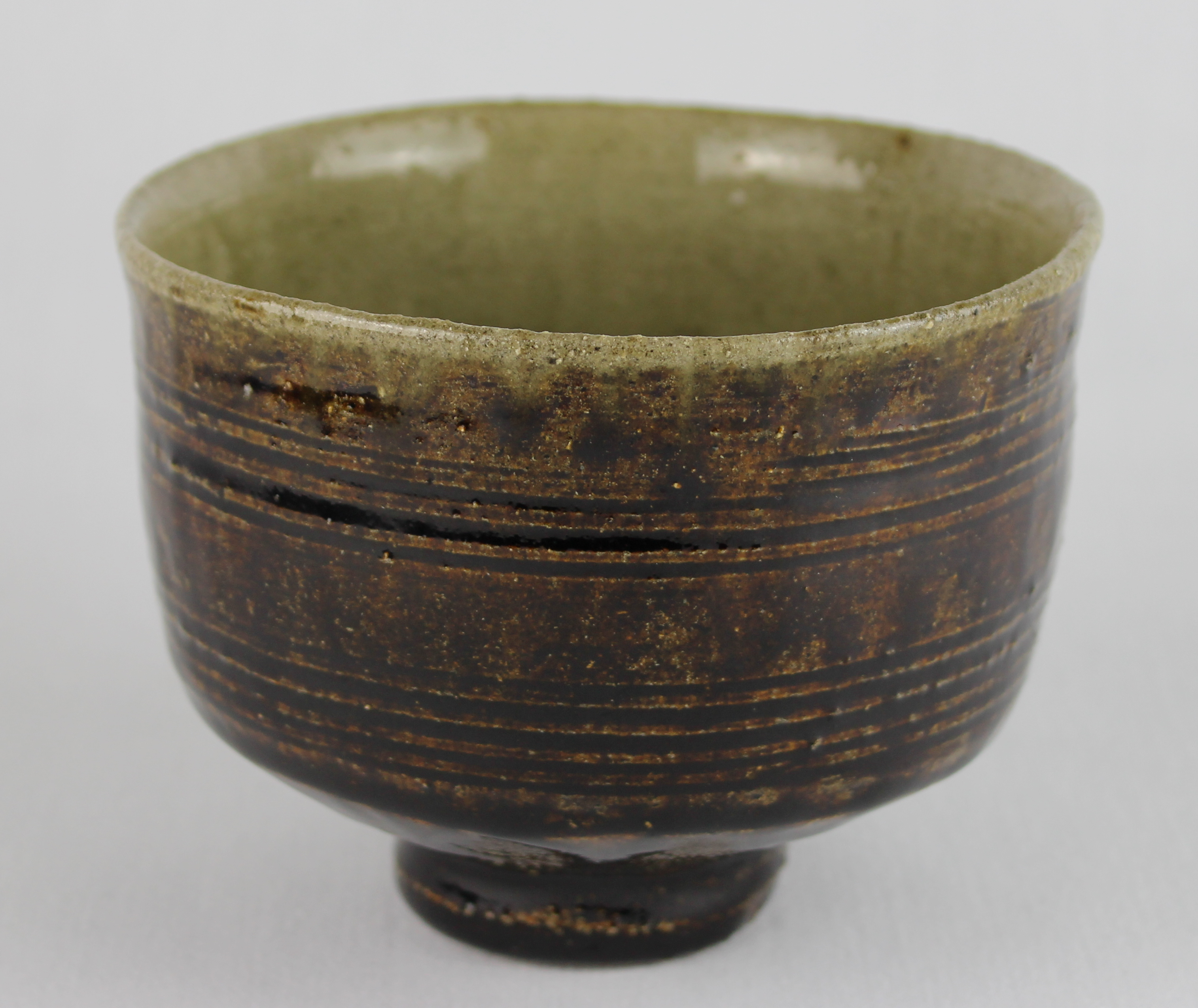
Chén trà - đồ mỹ nghệ của Shōji Hamada

## Nguồn gốc

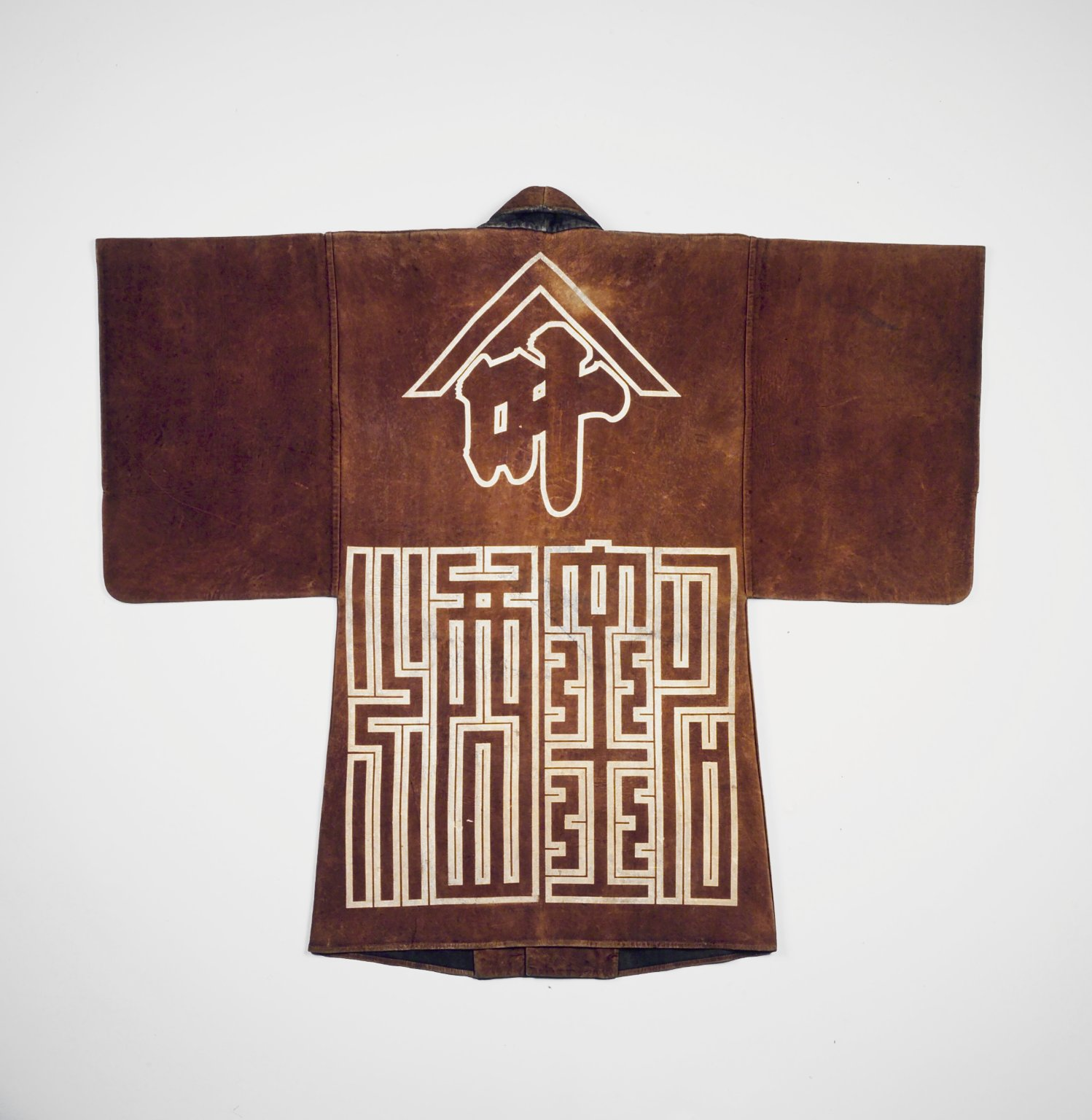
Áo khoác da của Lính cứu hỏa, cuối thế kỷ 19. Bảo tàng Brooklyn